# صالح إبراهيم (لاعب كرة قدم)
صالح إبراهيم (بالملايوية: Salleh Ibrahim)‏ هو لاعب كرة قدم ماليزي في مركز الهجوم، ولد في 1 نوفمبر 1947 في Ketereh ‏ في ماليزيا، وتوفي في 8 مارس 2020 في Pengkalan Chepa ‏ في ماليزيا.

## وصلات خارجية
- صالح إبراهيم (لاعب كرة قدم) على موقع قاعدة بيانات كرة القدم.إي يو (الإنجليزية)
- صالح إبراهيم (لاعب كرة قدم) على موقع أوليمبيديا (الإنجليزية)